# LEVEL Architects
LEVEL Architects（レベルアーキテクツ）は、2004年に設立した日本の建築設計事務所。主宰は中村和基と出原賢一。事務所は東京都港区高輪と、横浜市南区に構える。
主宰者の一人中村和基（なかむら・かずき、1973年生まれ）は、日本の建築家。 日本大学理工学部建築学科卒業。納谷建築設計事務所を経て、2004年LEVEL設立。また、出原賢一（いずはら・けんいち、1974年生まれ）は、日本の建築家。神奈川県出身。芝浦工業大学工学部建築工学科卒。芝浦工業大学大学院工学研究科建設工学専攻修士課程修了。納谷建築設計事務所を経て、2004年LEVEL設立。

## 作品
- 下北沢の住宅[1]
- 西武線の住宅[2][3]
- 鎌倉の住宅[4][5]
- food cafe Legame (埼玉県吉川市）[6]
- alnico TOKYO (東京都渋谷区）
- 燻製キッチン五反田店 (東京都品川区）
- 照明デザインオフィス (東京都世田谷区）
- しましまカフェ (東京都杉並区）
- 志木の住宅[7]
- 戸越の住宅
- 上野毛の住宅
- 材木座の二世帯住宅
- 大井町の住宅[8]
- 柄沢の住宅[9]
- 中目黒の住宅[10]
- 門前仲町の住宅[11]
- モデルハウス「回遊する土間のある家」（監修）[12]
- 長岡市宮栄の家[13]
- 鎌倉市K邸[14]

## 雑誌掲載
- 渡辺篤史の建築探訪（埼玉県坂戸市・南茂邸）[15]
- スッキリハウジング、
- エクスナレッジ（建築知識、マイホームプラス等）
- 良い間取り悪い間取り（エクスナレッジ、2018）
- Casa BRUTUS、
- ニューハウス、
- モダンリビング、
- 住まいの設計（2015年9・10月号、3・4月号、扶桑社）
- 『TOWNHOUSE DESIGN』BRAUN　2014
- 『ここが自慢 建築家と建てた家』ニューハウス出版　2014
- 『CHX』Creative Home　2013
- 『LIFE STYLE』The bund　2013

等
海外メディア :archdaily, domus, world-architects eMagazine, archello, gestalten等